# Canal 13, Chile

Emblema canalului Canal 13, din Chile.

Canal 13 este un canal de televiziune din Chile, înființată în anul 1959.